# 花ぬすびと
「花ぬすびと」（はなぬすびと）は、日本のシンガーソングライターである明日香のデビューシングル。1982年11月15日にキャニオン・レコード / AARD-VARKから発売された。

## 解説
1982年の『第23回ヤマハポピュラーソングコンテスト』優秀曲賞及び、『第13回世界歌謡祭』グランプリ受賞作品。
原曲は、明日香が中学生の時に作曲し、高校3年の時に、同級生であるすずきゆみ子が作成した歌詞に曲を付けたのが本曲である。

## 収録曲
| 全作曲: 菅美奈子。 |                |              |            |          |      |
| #                  | タイトル       | 作詞         | 作曲・編曲 | 編曲     | 時間 |
| 1.                 | 「花ぬすびと」 | すずきゆみ子 | 菅美奈子   | 青木望   | 5:52 |
| 2.                 | 「2人で」      | 菅律子       | 菅美奈子   | 飛沢宏元 | 4:49 |
| 合計時間:          | 合計時間:      | 合計時間:    | 合計時間:  | 10:41    |      |